# Slavko Grubišić
Slavko Grubišić (Posuški Gradac, 25. rujna 1933. – Zagreb, 29. rujna 2019.) bio je hrvatski književnik iz Bosne i Hercegovine, politički emigrant i iseljenički djelatnik.

## Životopis
Osnovno obrazovanje stekao je u rodnom mjestu, nakon čega je pohađao građansku školu na Širokom Brijegu. Školovanje je prekinuo zbog ratnih okolnosti i okupacije Širokog Brijega, kada su, prema dostupnim podacima, ubijeni brojni svećenici i profesori franjevačkog samostana.
Godine 1946. preselio se u Mostar, gdje je boravio u đačkom domu. Tamo je, prema vlastitim navodima, došao u sukob s tadašnjim komunističkim vlastima, što je dovelo do njegova bijega iz doma. Po povratku u rodno selo bio je izložen represiji zbog odbijanja suradnje s omladinskom organizacijom SKOJ-a. Uhićen je i kao maloljetnik navodno podvrgnut fizičkom zlostavljanju, ali nije pružio informacije vlastima.
Godine 1948. bio je prisilno mobiliziran u tzv. omladinsku radnu brigadu. Nakon bijega iz brigade smjestio se u Zenici, gdje je nakon godinu dana uhićen i proveo pet mjeseci u istražnom zatvoru, nakon čega je pušten bez podignute optužnice.
U razdoblju nakon puštanja bio je više puta uhićen i zatvaran u različitim mjestima: Sarajevu, Konjicu, Imotskom, Posušju, Foči, Kotoru i Cetinju. Godine 1955. pušten je na tzv. crnu slobodu. Iste godine upućen je na odsluženje vojnog roka u Aleksinac, gdje je boravio do 1958. godine.
Nakon povratka iz vojske, nastanio se u selu Šoljane, gdje je radio na građevinskim poslovima, uključujući kopanje kanala. Kasnije je, posredstvom prijatelja, pronašao zaposlenje u struci u Osijeku.
Od 1961. godine radio je kao električar, najčešće na terenskim poslovima. Tijekom karijere radio je u brojnim mjestima diljem tadašnje Jugoslavije: Ilok, Bač, Novi Sad, Subotica, Parabuć, Sombor, Senta, Pridrijevci, Kotor, Bačka Palanka, Budva, Bosanski Brod, Slavonski Brod, Križevci i dr.
Prema vlastitim svjedočanstvima, posebno intenzivan nadzor i pritiske tadašnje tajne policije (UDBA) doživio je tijekom boravka u Zagrebu. Zbog stalnog progona, 1966. emigrirao je najprije u Austriju, a 1969. preselio se u Švedsku, gdje je zatražio politički azil. U Švedskoj djeluje sve do kasnijeg povratka u Hrvatsku.
Početkom rata u BiH, 1992. godine, ustrojava pukovniju „Ante Bruno Bušić” (HVO) u Hrvatskoj je bio više godina predsjednik Hrvatskog oslobodilačkog pokreta, a zatim i doživotni počasni predsjednik te organizacije. Bio je članom Počasnog bleiburškog voda.

### Knjige
- Šakić, Vlado; Dobrovšak, Ljiljana, ur. 2020. Franjo Dujmović. Leksikon hrvatskoga iseljeništva i manjina (PDF). Hrvatska matica iseljenika - Institut društvenih znanosti Ivo Pilar. Zagreb.